# Горбачов Віктор Сергійович
Горбачов Віктор Сергійович (23 січня 1961, Совєтська Гавань, Хабаровський край — 30 липня 2018, Миколаїв) — український політик.
Колишній народний депутат України.

## Життєдіяльність
Народився 23 січня 1961 (місто Совєтська Гавань, Хабаровський край, Росія) в сім'ї військовослужбовця; росіянин; одружений; має дочку.
Освіта
- 1982—1984 — студент Одеського інженерно-будівельного інституту.
- Миколаївський сільськогосподарський технікум; Миколаївський кораблебудівний інститут (1990), інженер-економіст, «Економіка і організація машинобудівної промисловості»;
- Кандидатська дисертація «Економічне зростання виноробної галузі регіонального АПК на основі її інтенсивного розвитку» (Миколаївський державний аграрний університет, 2006).

### Кар'єра
- 1980—1982 — служба в армії.
- 1982 — майстер тресту «Спецжитлобуд», місто Миколаїв.
- 1984—1986 — старший інженер будівництва Миколаївського міськмолкомбінату.
- 1987—1993 — старший конструктор Матвіївського силікатного комбінату; продавець, завідувач магазину Ленінського продторгу міста Миколаєва.
- 1993—1997 — директор, генеральний директор приватного підприємства «Новосел»; директор АТ «Чорноморець», місто Миколаїв.
- З 1997 — генеральний директор АТЗТ «Магазин № 100».

### Політична діяльність
Народний депутат України 3-го скликання 03.1998-04.2002, виборчій округ № 127, Миколаївська область. На час виборів: генеральний директор магазину № 100, безпартійний. Уповноважений представник групи «Незалежні» (07.1998-02.2000), член групи «Трудова Україна» (02.2000-01.2001), позафракційний (01.-04.2001), член групи «Солідарність» (з 04.2001). Член Комітету з питань законодавчого забезпечення правоохоронної діяльності та боротьби з організованою злочинністю і корупцією (07.1998-02.2000), член Комітету з питань законодавчого забезпечення правоохоронної діяльності (02.-03.2000), член Комітету з питань фінансів і банківської діяльності (з 03.2000).
Народний депутат України 4-го скликання 04.2002-04.2006, виборчій округ № 128, Миколаївська область, самовисування. «За» 27,71 %, 13 суперників. На час виборів: народний депутат України, безпартійний. Член фракції «Єдина Україна» (травень 2002), позафракційний (травень — червень 2002), член фракції партій ППУ та «Трудова Україна» (червень 2002 — квітень 2004), позафракційний (квітень — травень 2004), член групи «Центр» (травень — вересень 2004), член групи «Союз» (вересень 2004 — березень 2005), член групи «Демократична Україна» (березень — вересень 2005), член фракції Політичної партії «Вперед, Україно!» (вересень — листопад 2005), член групи Народного блоку Литвина (з листопада 2005). Член Комітету з питань фінансів і банківської діяльності (з червня 2002).
Був головою постійної комісії з торгівлі, сфери послуг та захисту прав споживача Миколаївської міськради.
Був керівником фракції НСНУ у Миколаївській облраді.

### Смерть
Раптово помер від зупинки серця 30 липня 2018 на 58 році життя, в той час, коли виходив з під'їзду свого будинку в мікрорайоні Леваневського.